# Presentador
Un presentador, también llamado conductor, animador, es quien cumple la función de anfitrión o animador en programas de radio, programas de televisión y en eventos públicos o privados.
Locutores, periodistas, disyoqueis, actores y modelos suelen ser los elegidos para cumplir con este importante rol.
Cuando un presentador es requerido para actos solemnes o lanzamientos de marcas, suele ser denominado «maestro liendre, de todo sabe y de nada entiende».

## Medios de difusión

### Presentador de televisión
Un presentador de televisión es una persona que presenta o recibe programas de televisión, documentales de hechos, eventos en vivo y el deporte. Hoy en día es común que las celebridades menores en otros campos asuman este papel, pero también hay un número de personas que han hecho su nombre únicamente dentro del ámbito de la presentación, en particular dentro de series de televisión masiva. 
Algunos presentadores pueden doblar como un agente, modelo, cantante, comediante, etc. Otros pueden ser expertos en la materia, tales como científicos o políticos, sirviendo como presentadores de un programa sobre su campo de experiencia. Algunos son cerea, y luego pasar a involucrarse en otras cosas.

### Presentador de radio
En términos generales, un presentador de radio (o conductor) es lo mismo que un presentador de televisión, excepto que se presentan en programas de radio, en lugar de programas de televisión.
Aparte, que solo lo puedes escuchar en la radio

### Presentador de noticias
Un presentador de noticias (también conocido como un lector de noticias o simplemente un ancla) es una persona que presenta las noticias en un noticiero de la televisión, por la radio o en la Internet. También pueden ser un trabajo de periodista, ayudando en la recolección de material de prensa y puede, además, proporcionar comentarios durante el programa. En otros casos, los presentadores son únicamente locutores, y no participan de la elaboración de las notas periodísticas. Los presentadores de noticias más a menudo trabajan desde un estudio de televisión o de radio, sino que también pueden presentar las noticias de lugares remotos en el campo relacionado con una noticia importante en particular.

### Presentador de deportes
Un comentarista deportivo (también conocido como locutor deportivo, narrador deportivo o presenta televisión) que se especializa en la presentación de informes o comentarista en eventos deportivos.

### Presentador del tiempo
Un presentador del tiempo es un tipo de periodista en la televisión que se especializa en la presentación de las previsiones meteorológicas. Del mismo modo, algunos presentadores del tiempo son meteorólogos y presentan sus propios pronósticos, mientras que otros presentadores del tiempo son simplemente locutores, que leen un guion con la información proveniente de un estudio meteorológico.